# Arkham Horror
Arkham Horror és un joc de taula dissenyat per Richard Launius ambientat en els Mites de Cthulhu, publicat originalment el 1987 per Chaosium, amb una segona edició feta per Fantasy Flight Games en 2005, i una tercera en 2018. En totes les edicions, els jugadors adopten el paper d'investigadors a la ciutat fictícia d'Arkham, situada a Massachusetts per H.P. Lovecraft en els seus relats. En el transcurs del joc, aquests s'enfronten a l'aparició de monstres i l'obertura de "portals" a mons estranys. L'objectiu del joc consisteix a, evitant o lluitant amb aquestes criatures i introduint-se en els portals per explorar-los i poder tancar-los, evitar l'aparició d'un poderós ser extraterrestre que destrueixi la ciutat i el món.
El joc va guanyar el premi "Millor joc de taula de fantasia o ciència-ficció de 1987" als Premis Origins, convertint-se en el primer joc de taula temàtic de Lovecraft a aconseguir una popularitat significativa.